# 포레나 노원
포레나 노원(영어: FORENA NOWON)은 대한민국 서울특별시 노원구 상계동에 위치하고 있다.